# FUN.
FUN.（ファン.）は、ニューヨークを拠点とするアメリカ合衆国のインディー・ポップ・バンド。2008年にスティール・トレインのジャック・アントノフ、アナサロのアンドリュー・ドスト、フォーマットのネイト・ルイスの3人で結成された。
2009年にスタジオ・アルバム『エイム・アンド・イグナイト』でデビュー。2012年に発売された2作目のスタジオ・アルバム『サム・ナイツ 〜蒼い夜〜』は、Billboard 200で最高位3位を記録し、『ビルボード』誌のTop Alternative AlbumsやTop Rock Albumsでは第1位を獲得した。同作からの第1弾シングルとして発売された「伝説のヤングマン〜ウィー・アー・ヤング〜」はBillboard Hot 100で第1位を獲得し、第55回グラミー賞では最優秀楽曲賞を受賞した。
2015年2月4日、公式サイト上で活動休止を発表。

## 経歴

### 2008年: 結成
2008年2月4日、ネイト・ルイスが当時在籍していたバンドであるフォーマットが解散を発表。それから間もなくして、ルイスはスティール・トレインのジャック・アントノフやアナサロのアンドリュー・ドストと連絡を取り、ニューヨーク行きの片道切符を買って2人に会いに向かった。その週の終わりに3人でFUN.を結成した。この1週間後に3人はニュージャージー州で楽曲制作を開始し、2008年8月20日に初のデモ曲として「ベンソン・ヘッジス」を無料ダウンロードで『スピン』誌の記事を通じて公開。2008年11月5日から22日にかけてジャックス・マネキンのツアーに同行。その後アルバム1枚分のデモ曲が制作され、3人はかつてザ・フォーマットの『ドッグ・プロブレムス』を手がけたスティーヴン・マクドナルドにデビュー・アルバムのプロデュースを依頼する。

### 2009年 - 2010年: 『エイム・アンド・イグナイト』
2009年4月20日、8月にNettwerk Recordsからデビューすることを発表し、メーリングリスト登録者を対象に「アット・リースト・アイム・ノット・アズ・サッド（アズ・アイ・ユースト・トゥー・ビー）」を無料ダウンロードで公開。この翌日から6月4日にかけてマンチェスター・オーケストラのアメリカツアー、8月13日から26日にかけてハローグッバイのライブツアーにリンベック、マイ・フェイヴァリット・ハイウェイとともに同行した。8月25日にスタジオ・アルバム『エイム・アンド・イグナイト』でデビュー。『AbsolutePunk.net』のドリュー・ベリンガーは、「ポップ・アルバムのあるべき姿」「2009年の最も重要なポップ・アルバム」と評し、『オールミュージック』は、アルバムについて「革新的だが、最高な形」とし、ルイスの歌詞について「曲を明るい雰囲気とともに明るく愉快に保ったまま機知にあふれたアプローチで、人生の全体像を追究している」と評した。また、『ワシントン・ポスト』紙はアルバムのアレンジについて、パニック!アット・ザ・ディスコのデビュー・アルバム『フィーバーは止まらない』を引き合いに言及している。アルバムはBillboard 200で最高位71位を記録した。
2010年2月にジャックス・マネキンのツアーでオープニング・アクトを務め、4月にパラモアの『Spring Tour』でリライアントKとともにオープニング・アクトを務めた。5月、旅行サイト「エクスペディア」のテレビCMに「ウォーキング・ザ・ドッグ」が使用される。8月4日、公式サイト上でフュエルド・バイ・ラーメンと契約したことを発表。11月、パラモアのイギリスでのアリーナツアーでオープニング・アクトを務め、これに加えてシングル『ウォーキング・ザ・ドッグ』の発売を記念し、ハッスル・レコードが同作のアコースティック・バージョンを無料ダウンロードで公開。

### 2011年 - 2015年: 『サム・ナイツ 〜蒼い夜〜』、活動休止
2011年5月17日、同月より開催のパニック!アット・ザ・ディスコの『Vices & Virtues Tour』に同行することを記念して共同制作した楽曲「C'mon」を発売。9月20日、後に発売されるアルバムからの第1弾シングルとしてジャネール・モネイをフィーチャリング・アーティストに迎えた「伝説のヤングマン〜ウィー・アー・ヤング〜」を発売。2011年12月24日の週のBillboard Hot 100に第53位で初登場。その後『glee/グリー』によるカバー版や『スーパーボウル』での演奏披露によって人気を博し、2012年3月7日の週の同チャートより6週連続で第1位を獲得した。ロックバンドによるBillboard Hot 100の首位獲得はコールドプレイ以来3年半ぶりで、初エントリー曲による首位獲得はロックバンド以外でもアウル・シティー以来2年ぶりとなった。また、2011年12月12日には『NYLON』誌の公式サイトで「ワン・フット」を無料ダウンロードで公開された。

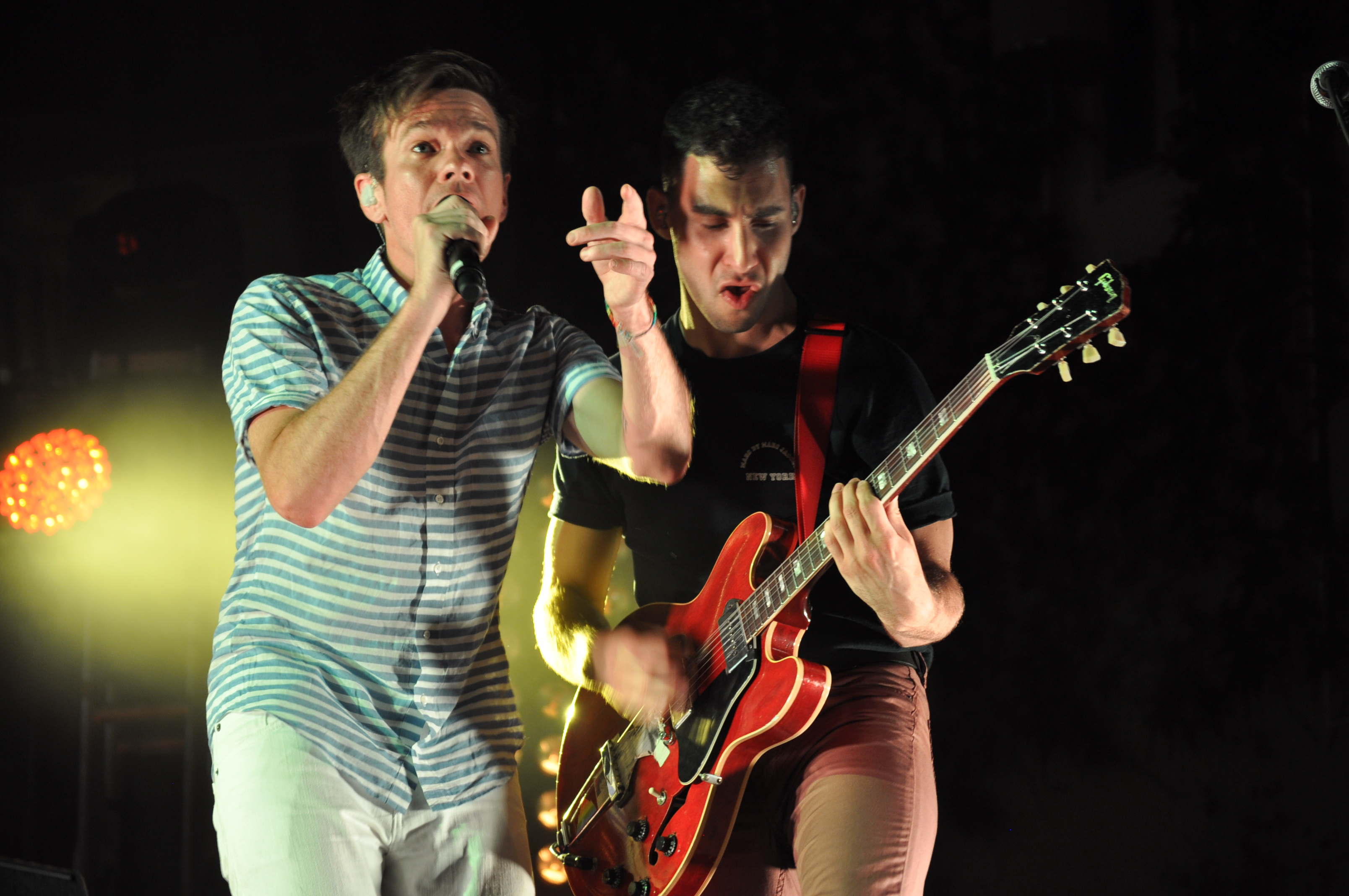
2012年、ラスベガス公演でのルイス（左）とアントノフ（右）

2012年2月13日、「バンドを応援してくれるファンへの感謝」として2作目のスタジオ・アルバム『サム・ナイツ 〜蒼い夜〜』のストリーミング配信が開始される。アルバムは同月21日にフュエルド・バイ・ラーメンから発売され、発売1週目で7万枚を売り上げてBillboard 200で初登場3位を記録した。同月29日から5月5日にかけて同作を引っさげたツアーが開催された。6月4日に第2弾シングルとして「サム・ナイツ」、10月23日に第3弾シングルとして「キャリー・オン」が発売された。11月3日、NBC『サタデー・ナイト・ライブ』に出演して「サム・ナイツ」と「キャリー・オン」を披露。同年のMTVヨーロッパ・ミュージック・アワードでは「伝説のヤングマン〜ウィー・アー・ヤング〜」を披露。
2013年、第55回グラミー賞で「伝説のヤングマン〜ウィー・アー・ヤング〜」が最優秀楽曲賞を受賞し、最優秀レコード賞や最優秀ポップ・デュオ/グループ・パフォーマンス賞にもノミネートした。また、FUN.としても最優秀新人賞を受賞した。2月27日に『サム・ナイツ 〜蒼い夜〜』からの第4弾シングルとして「ホワイ・アム・アイ・ジ・ワン」、5月13日に第5弾シングルとして「オール・アローン」が発売された。
2013年9月、ラスベガスで開催された『iHeartRadio Music Festival』でクイーンと共演し、「愛にすべてを」と「ファット・ボトムド・ガールズ」を披露。12月、夏にアメリカで開催したツアーから6曲の演奏を収録したEP『Before Shane Went to Bangkok: Live in the USA』を無料ダウンロードで公開した。同作は10インチレコードとしても発売された。2014年6月18日、NBC『ザ・トゥナイト・ショー・ウィズ・ジミー・ファロン』に出演し、「Harsh Nights」を披露。
2015年、『ビルボード』誌が複数の関係者への取材をもとにメンバー間での会話がほとんどないことが報じられる。2月4日に公式サイトおよび公式Facebookを通じて解散を否定し、メンバーそれぞれが別のプロジェクトに集中することを理由にFUN.としての活動を休止することを発表した。
2024年、『USウィークリー』誌の取材に応じたアントノフが「上手に年を取ることを知っているから、自分のやりたいことをするにとどまる。FUN.についてとても思いがけないことがあったけど、それも僕に強いストレスを感じさせたことだった。僕のバンドではないよ」と主張した。

## メンバー
- ネイト・ルイス（Nate Ruess） - リード・ボーカル[6]
- アンドリュー・ドスト（Andrew Dost） - ベース & ピアノ[6]
- ジャック・アントノフ（Jack Antonoff） - リードギター & ドラム[6]

### 主なサポートメンバー
- ジョナサン・ゴールドステイン（Jonathan Goldstein） – ドラム[58]（2008年 - 2010年）
- ネイト・ハロルド（Nate Harold） – ベース[59]（2009年 - 2015年）
- エミリー・ムーア（Emily Moore） – キーボード、ギター[59]（2009年 - 2015年）
- ウィル・ヌーン（Will Noon） – ドラム[59]（2011年 - 2015年）

## ディスコグラフィ

### スタジオ・アルバム
| タイトル                                           | 詳細 | 最高順位 | 最高順位 | 最高順位 | 最高順位 | 最高順位 | 最高順位 | 最高順位 | 最高順位 | 最高順位 | 最高順位 | 認定 |
| タイトル                                           | 詳細 | US       | AUS      | AUT      | CAN      | FRA      | IRL      | NL       | NZ       | SWE      | UK       | 認定 |
| -------------------------------------------------- | --- | -------- | -------- | -------- | -------- | -------- | -------- | -------- | -------- | -------- | -------- | --- |
| エイム・アンド・イグナイト                         | - 原題: Aim and Ignite - リリース: 2009年8月25日 - レーベル: Nettwerk - 規格: CD、LP、デジタル・ダウンロード                | 71       | —        | —        | —        | —        | —        | —        | —        | —        | —        | |
| サム・ナイツ 〜蒼い夜〜                            | - 原題: Some Nights - リリース: 2012年2月12日 - レーベル: フュエルド・バイ・ラーメン - 規格: CD、LP、デジタル・ダウンロード | 3        | 2        | 11       | 5        | 37       | 8        | 29       | 3        | 36       | 4        | - ARIA: プラチナ - MC: プラチナ - IRMA: プラチナ - RMNZ: プラチナ - GLF: ゴールド - BPI: プラチナ - RIAA: 3×プラチナ |
| "—" はチャートインせず、もしくは未リリースを示す。 | |          |          |          |          |          |          |          |          |          |          | |

### EP
| タイトル                                           | 詳細 | 最高順位 | 最高順位 | 最高順位 |
| タイトル                                           | 詳細 | US       | US Alt   | US Rock  |
| -------------------------------------------------- | --- | -------- | -------- | -------- |
| Fun. Live at Fingerprints                          | - リリース: 2010年4月12日 - レーベル: Nettwerk - 規格: CD                                                  | —        | —        | —        |
| Nova's Red Room Presents Fun.                      | - リリース: 2012年2月21日 - レーベル: フュエルド・バイ・ラーメン - 規格: デジタル・ダウンロード            | —        | —        | —        |
| The Ghost That You Are to Me                       | - リリース: 2012年4月21日 - レーベル: フュエルド・バイ・ラーメン - 規格: 10インチ                          | —        | —        | —        |
| iTunes Session                                     | - リリース: 2012年12月10日 - レーベル: フュエルド・バイ・ラーメン - 規格: デジタル・ダウンロード           | 143      | 16       | 27       |
| Selections & B-Sides from Aim & Ignite             | - リリース: 2013年3月7日 - レーベル: フュエルド・バイ・ラーメン - 規格: デジタル・ダウンロード             | —        | —        | —        |
| Before Shane Went to Bangkok: Live in the USA      | - リリース: 2013年12月18日 - レーベル: フュエルド・バイ・ラーメン - 規格: デジタル・ダウンロード、10インチ | —        | —        | —        |
| Point and Light                                    | - リリース: 2014年4月19日 - レーベル: Nettwerk - 規格: 10インチ                                            | —        | —        | —        |
| "—" はチャートインせず、もしくは未リリースを示す。 | |          |          |          |

### シングル
※オーストラリアのシングルチャートでの順位の出典は「australian-charts.com」（特記を除く）。
| タイトル                                                                             | 発売年 | 最高順位 | 最高順位 | 最高順位 | 最高順位 | 最高順位 | 最高順位 | 最高順位 | 最高順位 | 最高順位 | 最高順位 | 認定 | 初収録アルバム                 |
| タイトル                                                                             | 発売年 | US       | AUS      | AUT      | CAN      | ITA      | IRL      | JPN      | MEX      | NZ       | UK       | 認定 | 初収録アルバム                 |
| ------------------------------------------------------------------------------------ | ------ | -------- | -------- | -------- | -------- | -------- | -------- | -------- | -------- | -------- | -------- | --- | ------------------------------ |
| アット・リースト・アイム・ノット・アズ・サッド（アズ・アイ・ユースト・トゥー・ビー） | 2009   | —        | —        | —        | —        | —        | —        | —        | —        | —        | —        | | 『エイム・アンド・イグナイト』 |
| オール・ザ・プリティー・ガールズ                                                     | 2009   | —        | —        | —        | —        | —        | —        | —        | —        | —        | —        | | 『エイム・アンド・イグナイト』 |
| ビリーヴ・イン・ミー                                                                 | 2010   | —        | —        | —        | —        | —        | —        | —        | —        | —        | —        | | A Winter Night 2010            |
| ウォーキング・ザ・ドッグ                                                             | 2010   | —        | —        | —        | —        | —        | —        | —        | —        | —        | —        | | 『エイム・アンド・イグナイト』 |
| C'mon （with パニック!アット・ザ・ディスコ）                                         | 2011   | —        | —        | —        | —        | —        | —        | —        | —        | —        | —        | | アルバム未収録                 |
| 伝説のヤングマン〜ウィー・アー・ヤング〜 （featuring ジャネール・モネイ）            | 2011   | 1        | 1        | 1        | 1        | 2        | 1        | 5        | 1        | 2        | 1        | - ARIA: 7×プラチナ - IFPI AUT: プラチナ - MC: ダイヤモンド - RMNZ: 2×プラチナ - GLF: 4×プラチナ - BPI: 3×プラチナ - RIAA: ダイヤモンド | 『サム・ナイツ〜蒼い夜〜』     |
| サム・ナイツ                                                                         | 2012   | 3        | 1        | 6        | 4        | 9        | 6        | 69       | 49       | 1        | 7        | - ARIA: 7×プラチナ - IFPI AUT: ゴールド - MC: 5×プラチナ - RMNZ: 2×プラチナ - GLF: 4×プラチナ - BPI: プラチナ - RIAA: 7×ダイヤモンド   | 『サム・ナイツ〜蒼い夜〜』     |
| キャリー・オン                                                                       | 2012   | 20       | 44       | —        | 18       | —        | 46       | 93       | —        | 28       | —        | - MC: プラチナ - RMNZ: ゴールド - RIAA: 2×プラチナ                                                                                     | 『サム・ナイツ〜蒼い夜〜』     |
| ホワイ・アム・アイ・ジ・ワン                                                         | 2013   | —        | 57       | —        | —        | —        | —        | —        | —        | —        | —        | | 『サム・ナイツ〜蒼い夜〜』     |
| オール・アローン                                                                     | 2013   | —        | —        | —        | —        | —        | —        | —        | —        | —        | —        | | 『サム・ナイツ〜蒼い夜〜』     |
| サイト・オブ・ザ・サン                                                               | 2014   | —        | —        | —        | —        | —        | —        | —        | —        | —        | —        | | Girls, Vol. 1                  |
| "—" はチャートインせず、もしくは未リリースを示す。                                   |        |          |          |          |          |          |          |          |          |          |          | |                                |

## 受賞歴
FUN.は、これまでにグラミー賞を2回、ティーン・チョイス・アワードを2回、ビルボード・ミュージック・アワードを1回受賞している。
2010年、「オール・ザ・プリティー・ガールズ」が第9回インディペンデント・ミュージック・アワードの最優秀ポップ/ロック・ソング賞を受賞した。